# 1607 год в музыке

## События
- Уильям Бёрд, крупнейший и наиболее разносторонний английский композитор елизаветинской эпохи, издал два сборника проприальных песнопений (интроиты, градуалы, аллилуйи, тракты, оффертории и т. д.) для календарного цикла под названием «Градуалы» на 3 — 6 голосов.
- Ханс Лео Хаслер, немецкий композитор и органист, издал в Нюрнберге псалмы «Psalmen und christliche Gesäng».
- Тобиас Хьюм, шотландский композитор и виолист, опубликовал сборник сочинений для виолы «Captain Humes Poeticall Musicke».
- Итальянский композитор Клаудио Монтеверди опубликовал первую книгу «Scherzi Musicali».

## Публикации

Титульная страница первого издания пособия Агостино Агаццари «О том, как играть по басу».

- Агостино Агаццари — пособие «О том, как играть по басу» (итал. Del sonare sopra il basso; Сиена, многие переиздания)[1]
- Саломоне Росси издал двухтомник с симфониями для 3-х и 4-х голосов.

## Классическая музыка
- Адриано Банкьери — симфония «Ecclesiastiche Sinfonie», мадригал «Il virtuoso ridotto tra signori e dame» и «La prudenza giovenile» («Благоразумие молодости»).

## Опера
- Опера «Орфей» Клаудио Монтеверди на либретто Алессандро Стриджо — младшего стала вехой в истории музыки, продемонстрировавшей множество приёмов и техник, которые впоследствии стали ассоциироваться с новой композиторской школой, названной seconda pratica, в отличие от старой школы или prima pratica.

## Родились
- 12 марта — Пауль Герхардт, немецкий автор текстов духовных лютеранских песнопений (ум. в 1676).
- 1 ноября — Георг Филипп Харсдёрффер, немецкий либреттист (ум. в 1658).
- 6 ноября — Зигмунд Теофил Штаден, немецкий органист и композитор эпохи барокко (ум. в 1655).

## Скончались
- 11 марта — Джованни Мария Нанино, итальянский композитор позднего Возрождения, певчий и преподаватель музыки, выдающийся представитель Римской школы (род. ок. 1544).
- 7 июня — Иоганн Мателарт, фламандский композитор и музыкант-лютнист конца эпохи Возрождения (род. до 1538).
- 10 сентября — Луццаско Луццаски, итальянский композитор, органист, клавесинист и педагог. Один из самых значительных мадригалистов и органистов в Италии XVI века (род. ок. 1545).
- 17 декабря — Симоне Веровио[англ.], нидерландский каллиграф, гравёр, печатник и редактор нотных книг (род. в 1575).